# Schultenbräu

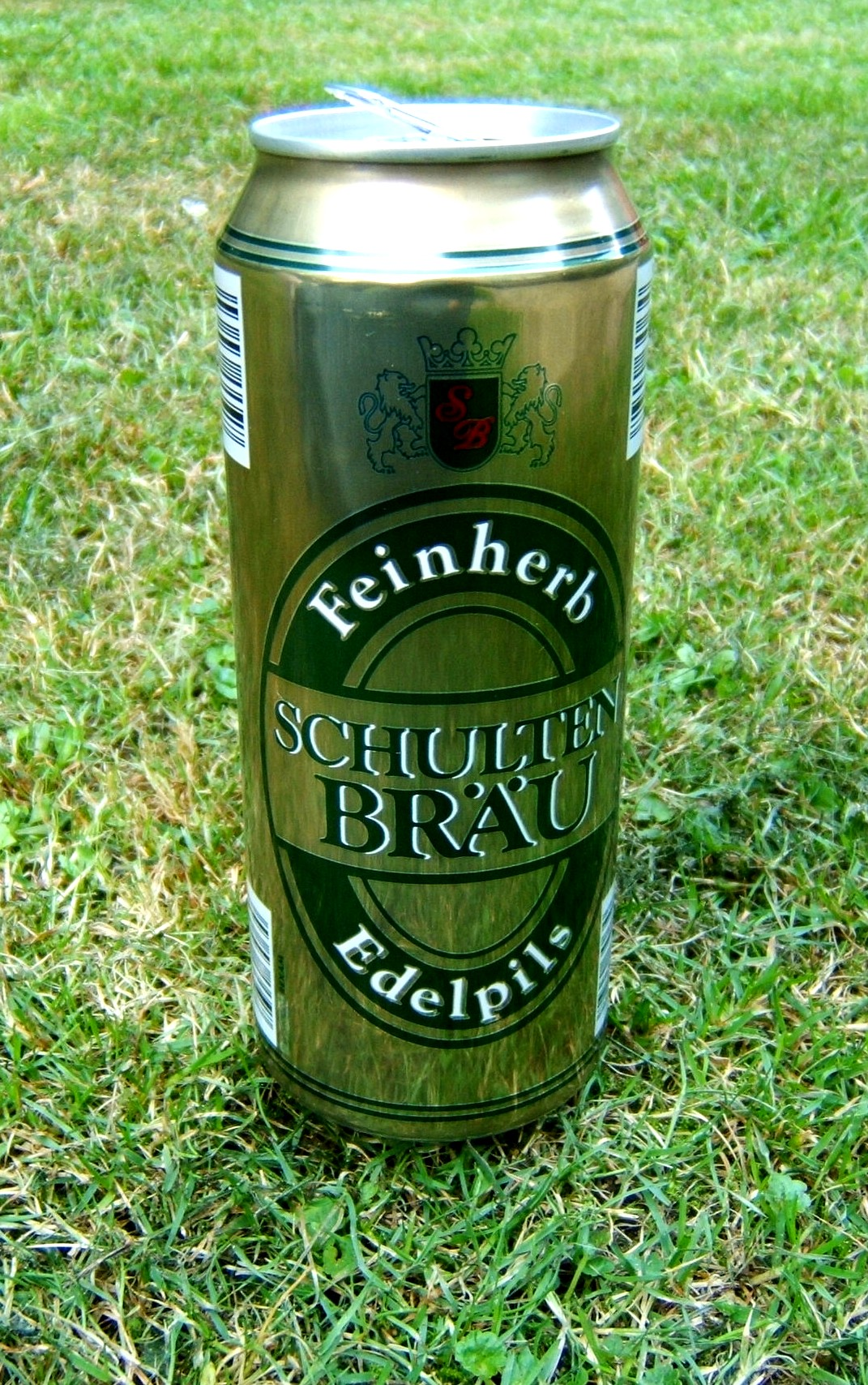
Schultenbräu-Dose

Schultenbräu ist ein vor allem in den Niederlanden bekanntes Pilsner Bier. Es ist in den dortigen Aldi-Märkten seit 2003 erhältlich. Davor war es schon lange Jahre in den deutschen Aldi-Märkten erhältlich (dort in der 0,5-l-Dose).
Der Inhalt einer Dose beträgt 0,33 oder 0,5 l, der einer Flasche 0,3 l. Das Bier enthält 4,9 Vol.-% oder als Zwaar Bier (Starkbier) erhältliche Variante 8,0 Vol.-% Alkohol. Es wird in der Brauerei Feldschlößchen AG (seit 2010 Brauerei Braunschweig, welche zur Oettinger Brauerei gehört) in Braunschweig und in der Brauerei Martens in Bocholt (Belgien) hergestellt.
Das Dosenbier erfuhr durch die niederländische Comedy-Serie New Kids sowie die Kinofilme New Kids Turbo und New Kids Nitro eine Bekanntheitssteigerung.
Vor Einführung des Pfands auf Einweggetränkebehälter wurde auch in deutschen Aldi-Filialen das Bier in Dosen verkauft. Das Dosenbier (0,5 l, Alu-Getränkedose) ist seit April 2015 in den Aldi-Märkten erneut gelistet. Seit 2020 werden außerdem saisonale Sorten in Frankfurt (Oder) wie ein Winter-Bock mit 7 Vol.-% gebraut, diese finden sich auch in den Aldi Süd-Märkten.